# Бордюр (садоводство)

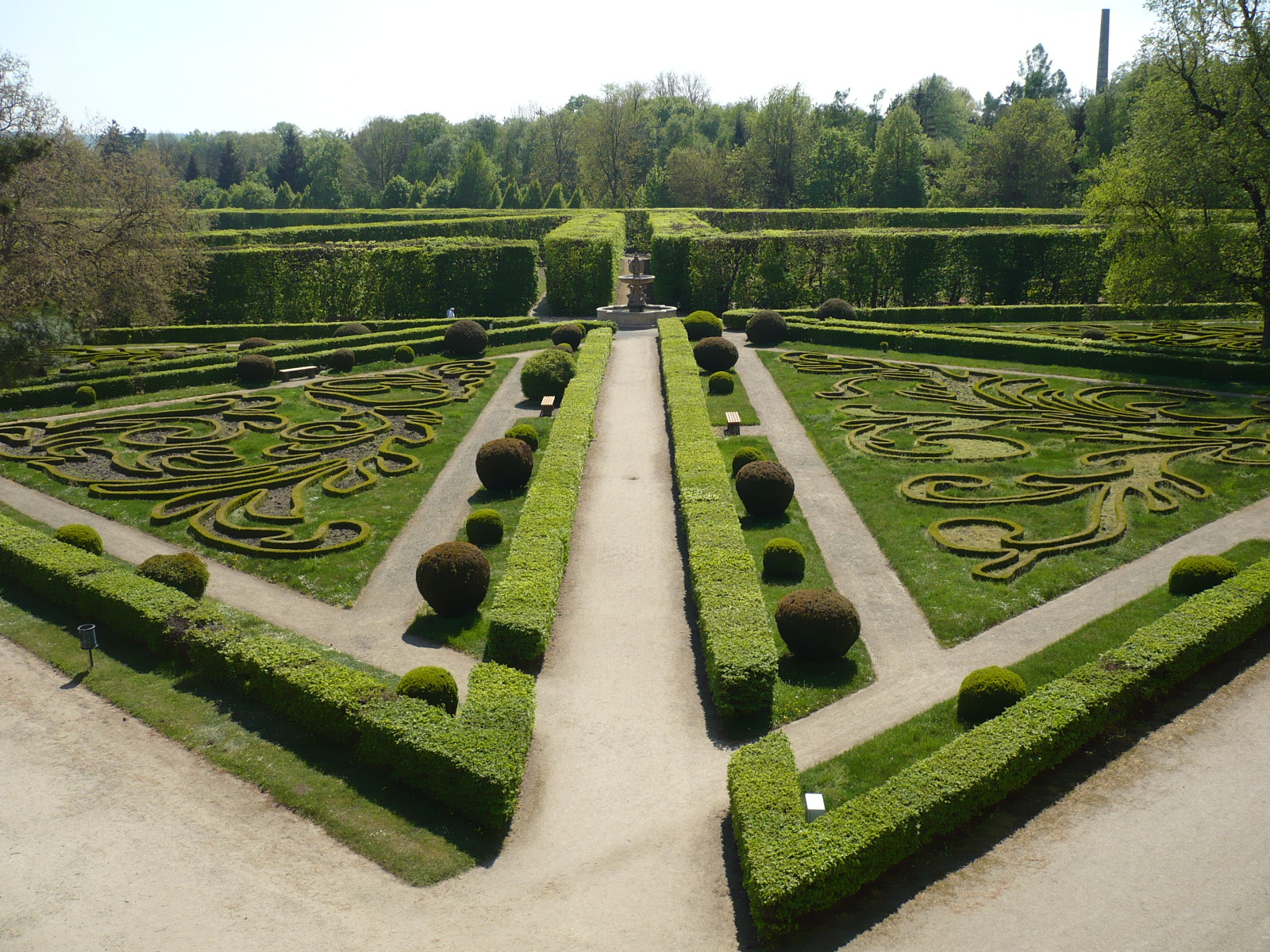
Бордюры по краям дорог в Цветочном саду в Кромержиже

Бордю́р (фр. bordure, от bord — край) — узкая полоса из низкорослых (высотой до 1 м) древесных и травянистых растений, окаймляющая дорожки, цветники и партеры в парках и садах; вид живой изгороди.
Бордюр — один из приёмов садово-паркового искусства. Для бордюров из кустарников используют растения с густой листвой, хорошо переносящие стрижку (самшит, кизильник, бересклет, тую, бирючину); невысокие растения (магонию падуболистную); красивоцветущие (низкорослые сорта спиреи, чубушника, розы); из травянистых — невысокие, выравненные по высоте сорта (тагетес, виолу, ирисы) или формирующиеся виды (кохию).